# 开运 (后晋)
开运（944年七月—947年1月11日）是后晋出帝石重贵的年号，共计3年。吳越成宗钱弘佐、楚文昭王馬希範、荆南文獻王高從誨也用此年号（944年七月—947年）。后晋残余势力用至四年。

## 改元
- 天福九年——七月一日，改元開運元年。[3][4][5]
- 開運三年——十二月十七日，少帝石重貴向契丹國奉表請降。[6][7][8]
- 開運四年——二月十五日，後漢高祖劉知遠稱帝，建立後漢，改晉開運四年為天福十二年。[9][10][11]

## 纪年對照表
| 开运 | 元年  | 二年  | 三年  |
| ---- | ----- | ----- | ----- |
| 公元 | 944年 | 945年 | 946年 |
| 干支 | 甲辰  | 乙巳  | 丙午  |

## 同期存在的其他政权年号
- 中國
  - 保大（943年－957年）：南唐—李璟之年號
  - 天德（943年－945年）：殷—王延政之年號
  - 乾和（943年－958年）：南漢—劉晟之年號
  - 廣政（938年－965年）：後蜀—孟昶之年號
  - 文德（938年至944年）：大理—段思平之年號
  - 文經（945年）：大理—段思英之年號
  - 至治（946年－951年）：大理—段思良之年號
  - 會同（938年－947年）：契丹—耶律德光之年號
  - 同慶（912年至966年）：于闐—尉遲烏僧波之年號
- 日本
  - 天慶（938年－947年）：朱雀天皇、村上天皇之年号

## 深入閱讀
- 李崇智. . 北京: 中華書局. 2004年12月. ISBN 7101025129.
- 鄧洪波. . 臺北: 國立臺灣大學東亞經典與文化研究計劃. 2005年3月  [2022-01-03]. ISBN 9789860005189. （原始内容 (pdf)存档于2007-08-25）.

## 參看
- 中國年號索引
- 其他政权使用的开运年号

| 前一年號： 天福 | 后晋年号 | 下一年號： 後漢：天福 |

| 前一年號： 天福 | 吳越年號 | 下一年號： 會同 |

| 前一年號： 天福 | 馬楚年號 | 下一年號： 天福 |

| 前一年號： 天福 | 荊南年號 | 下一年號： 天福 |